# Киевский крематорий
Киевский крематорий — единственный крематорий, расположенный в Киеве. Построен в 1975 году рядом с Байковым кладбищем. С 1983 года при крематории существует колумбарий.
Архитекторы — Авраам Милецкий, Ада Рыбачук, Владимир Мельниченко.
В крематории три прощальных зала и шесть печей. В день происходят 20-30 кремаций.
Ссылка на официальный сайт. Архивная копия от 23 марта 2022 на Wayback Machine

## Парк памяти
Проект создания Парка памяти, в комплекс которого входил бы крематорий, залы прощания, залы для панихид, гражданских и военных почестей, начали разрабатывать в конце 1960-х годов. Фор-проект архитектора Авраама Милецкого предполагал строительство простого по форме прямоугольного здания на террасированном склоне Байкового кладбища. Уже в 1968 году при участии Ады Рыбачук и Владимира Мельниченко проект приобрел современный вид — два округлых зала прощания на подиуме, под которым скрыт сам крематорий. Милецким был разработан и проект Парка памяти с водоемом, стеной с рельефом «Кариатиды Земли» и Огнем Памяти, от которого позже отказались. 

Был использован метод «принудительного осмотра», стена усиливала ощущение трагедии. Спуск вдоль нее вел вниз, к уровню массовых захоронений, к земле трагедии и пепла. Над подпорной стеной поднята чаша с неугасимым Огнем Памяти.
— Ерофалов-Пилипчак Б. «Феерический Ава»
В готовом проекте предусматривалась связь залов прощания с крематорием 75-метровым подземным тоннелем, а на склонах вокруг планировалось устроить колумбарий. Пластика композиции авторской модели 1986 года была воплощена без изменений благодаря кропотливой работе архитекторов. На первом этапе моделирования архитекторы «вылепливали» бумажные модели залов прощания, проверяли эффекты перспективы съемкой с разных сторон, а при строительстве контролировали работу геодезистов «Киевпроекта» и работали вместе с электросварщиками, конструировавшими каркас и опалубку здания.
Залы прощания — сооружение из 15 двояковыпуклых и двояковогнутых оболочек, 15 из которых выходят в небо. Сами Мельниченко и Рыбачук называли здание «светобетоном» и «Храмом Неба». В 1974 году проект киевского крематория был отмечен Европейским союзом похоронной службы.

## Стена памяти и ее ликвидация
Одновременно с сооружением залов прощания, на нижней террасе комплекса, на подпорной стене, удерживающей здание залов, велось создание Стены памяти — грандиозного барельефа на тему жизни и смерти. Рельефы собирались из арматуры на строительной площадке и крепились на стену, где их заливали бетоном. В рамках рельефа планировался ряд композиций, в том числе «Человек, держащий в ладони огонь», «Планета» с изображениями людей из нержавеющей стали, «Женщина, держащая в ладони зеленый росток», «Поднимающийся с колен», «Сохранить огонь», «Дождь», «Зеленый лист», «Икар», «Человек и огонь», «Космонавты», «Человек, держащий в ладонях колос», «Творчество». Столь грандиозных рельефов в советское время в Киеве больше не было.
А. Рыбачук, фильм «Стена»:

Все знания, все наши убеждения воплотились, все творчество воплотилось в этот объект, который мы считаем главной работой своей жизни, несмотря на то несчастье, которое его постигло. Его и нас.

Поразительный результат по глубине творческого подхода и философского осмысления казалось бы неблагодарной «траурной» задачи появился
благодаря плодотворному союзу с художниками-монументалистами. Говорят, у Авы было два любимых цвета — черный и белый. Поэтому сам Бог
послал ему таких «цветных» художников, работающих с красками масштабно и ярко, использующих поливную глазурь и открытые цвета. Не менее важным оказалось их профессиональное чувство пластической формы.
— Ерофалов-Пилипчак Б. «Феерический Ава»
Несмотря на полную готовность, в 1981-1982 годах ряд властных структур УССР (Киевисполком, Госстрой УССР, Союз архитекторов Украины и т. д.) постановили прекратить строительство стены и забетонировать ее. Общая позиция противников рельефов касалось того, что им «не место на кладбище». По утверждению Рыбачук и Мельниченко, одним из главных идеологов бетонирования Стены памяти был их соавтор, архитектор Авраам Милецкий. Специально для уничтожения рельефа была создана 11-я мастерская «Киевпроекта» под руководством Авраама Милецкого, расформированная после уничтожения Стены в мае 1982 года.

Тогда […] Ада и я были повсюду, где только могли быть, где только успевали, потому что нас никуда не приглашали, всюду перед нами нагло закрывали дверь. Присутствие авторов на всех закрытых заседаниях взял на себя САМОЧИННО, на правах Главного архитектора, А.Милецкий. […]  А.Милецкий постоянно, лично общался с секретарями горкома, вводил в заблуждение, что проект закрытия сделают авторы – АР и ВМ. В Москве в Союзе архитекторов лгал: «Ада и Володя меня подвели, с работой не справились, стройку бросили, рельефы стены сделать не успели, сделали только эскиз в глине (эта ложь обнаружилась  в 1989 году […])». Убеждал всех от имени «Верхов», что рельефы «Закрыть надо»
— Рыбачук А, Мельниченко В. «Ада. Загадочная и неистовая»
Официально в декабре 1981 года художественно-экспертная комиссия по изобразительному искусству и художественно-экспертный совет по монументальной скульптуре Министерства культуры УССР и Госстроя УССР признали Стену памяти неприемлемой по художественной выразительности, а также чуждой принципам социалистического реализма по идейно-тематической направленности. Это и послужило поводом для уничтожения стены. 
В 1982 году на бетонирование Стены ушло 950 кубических метров бетона марки 300.
Мы сознательно избегали классификации любого из наших действий как «хулиганского поступка» - мы уже видели, как в одно прекрасное солнечное новогоднее январское утро 1982 года арестовали рельефы. Под руководством людей в генеральских шинелях.
По некоторым версиям, причиной уничтожения Стены Памяти стал личный конфликт Милецкого с Мельниченко и Рыбачук. Однако существуют другие мнения — свидетели ситуации с уничтожением Стены разделились на два лагеря — те, кто считают Милецкого виноватым и те, кто не видят его вины. Обвинения в его адрес могут быть связаны с антисемитизмом на государственном уровне и «искоренением космополитизма», направленного против советских евреев .
Во всей этой истории есть какое-то ветхозаветное, глубинное варварство: внушающее отвращение, но одновременно и поражающее своим размахом.
Нечто вроде разграбления Рима вестготами и вандалами. Или уничтожения фараоном Эхнатоном образов божеств и соскабливание их имен ради воцарения культа нового единого бога – Атона.
Ликвидация киевской Стены памяти вполне тянет на одну из ключевых катастроф в истории мировой культуры. — Евгений Минко

## Частичное восстановление Стены памяти
В мае 2018 года в рамках фестиваля Kyiv Art Week была восстановлена небольшая часть барельефа площадью около 6 квадратных метров. На фрагменте под названием «Оборона Родины» изображена фигура женщины, горном объявляющей о войне. Работы по восстановлению фрагмента барельефа контролировал его соавтор, Владимир Мельниченко. В перспективе рассматривается полное восстановление стены, однако, утверждается, что некоторые ее фрагменты могут быть повреждены безвозвратно.

## Галерея

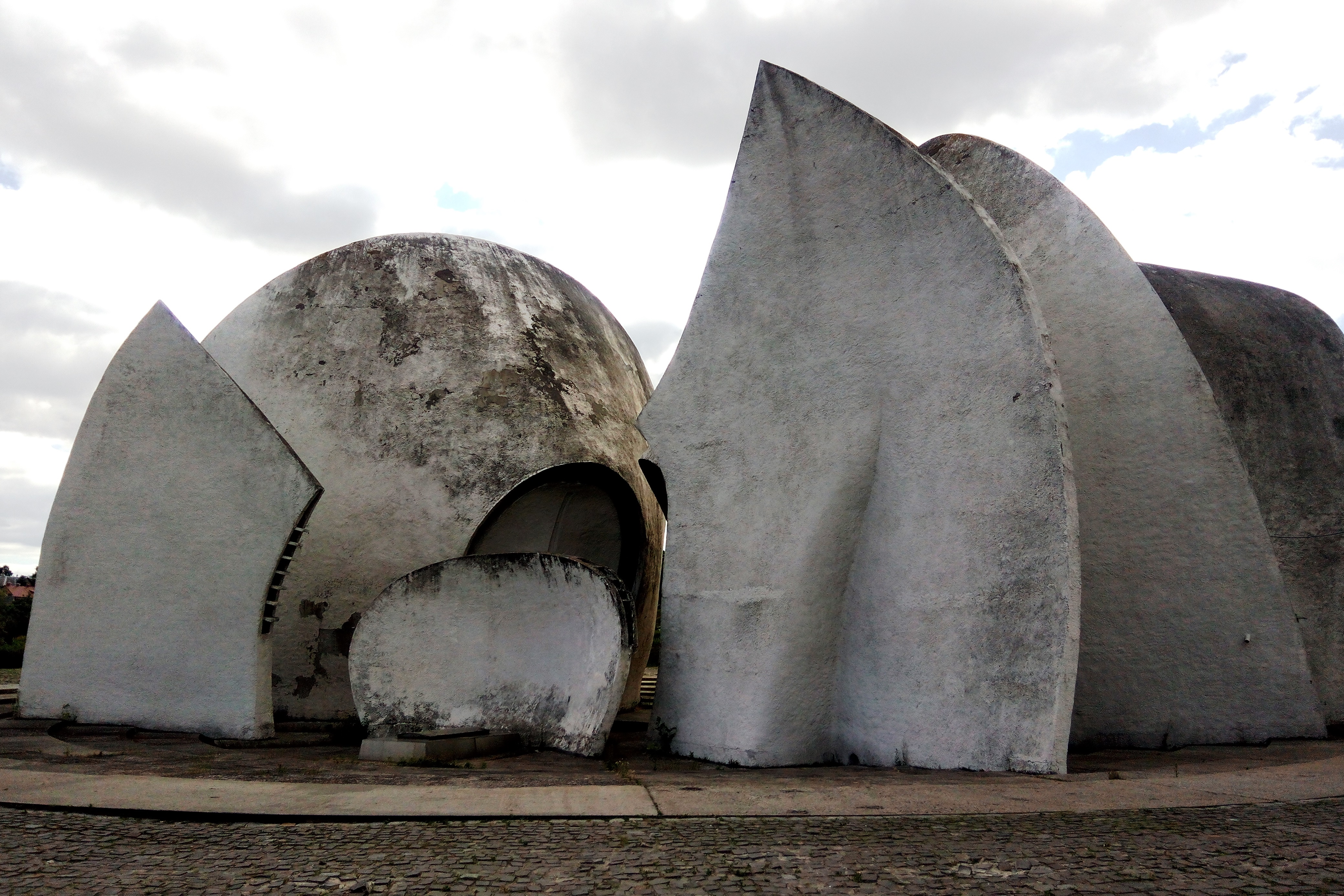
Здание крематория
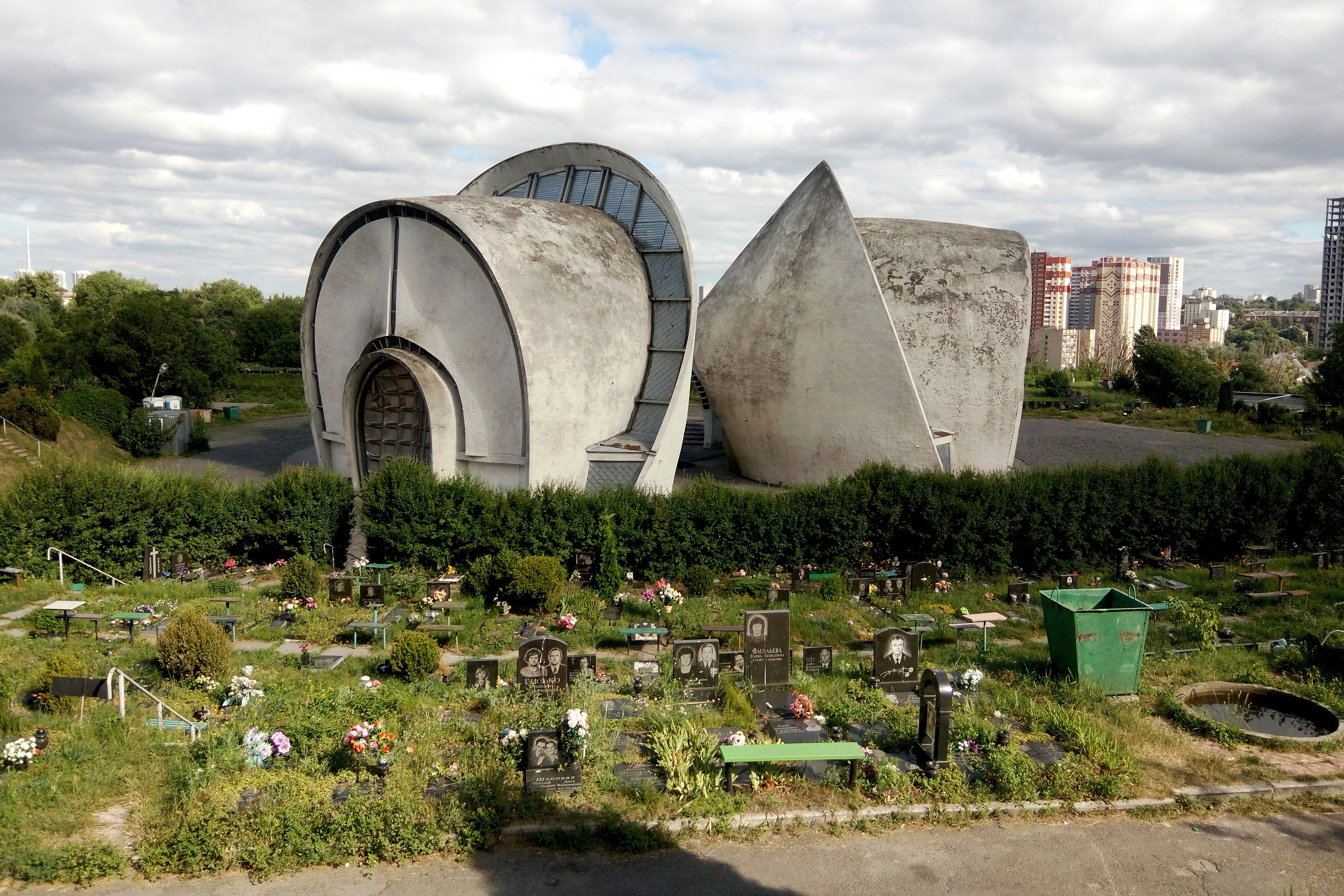
Фрагмент колумбария